# Dasytricha hukuokaensis
Dasytricha hukuokaensis is een trilhaardiertje uit het geslacht Dasytricha, dat voorkomt in de pens van herkauwers. De soort is in 1954 voor het eerst omschreven door Hukui en Nisada die een trilhaardiertje aantroffen dat leek op I. intestinalis. Het verschil met I. intestinalis was het ontbreken van een orgaan dat de kern ondersteunt. D. hukuokaensis heeft een beperkte geografische verspreiding.